# 6 Pułk Piechoty (brytyjski)
6 pułk piechoty – utworzony w 1685,  podobnie jak 5 pułk piechoty. 
W czasie wojny o hiszpańską sukcesję (1701–1714) żołnierze tego pułku walczyli pod Barceloną w 1706 i Almansą w 1707. W tej drugiej bitwie ponieśli ogromne straty. 
Dziś pułk zwany jest Royal Warwickshire Fusiliers.

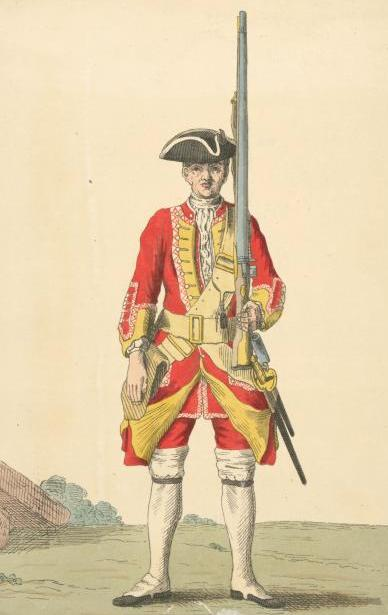
Żołnierz 6 pułku piechoty (1742)